# 准下士

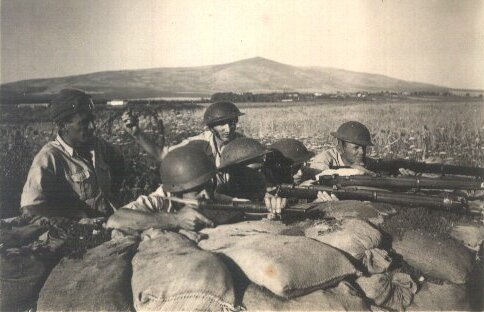
伍長帶著一個伍的兵

准下士是军人的軍階，為部分國家軍隊所採用。准下士之下的阶级为上等兵，准下士之上的阶级为下士。
在部隊中，會選拔服役年資資深或能力優異的士兵充當准下士（以兵代士），為編制表內的伍長。領導三至五人的伍，編制內受中士班長或下士副班長領導指揮，日常一般操演訓練，均為實際帶領整個班的副班長領導指揮。

## 美国

美国海军陆战队准下士臂章

准下士（Lance Corporal）是美国海军陆战队士兵军衔中第三低的军衔，高于上等兵而低于下士。它不属于士官（NCO）军衔。在美国各軍種中，海军陆战队是唯一拥有准下士军衔的部队。

## 梵蒂岡
瑞士近衛隊有副下士軍階，軍階等級相當於其他國家軍隊的上等兵或者是一等兵。

## 中華民國國軍
代理下士職務的上等兵，亦翻譯為伍長（指有實際受過伍長訓之兵員）。俗稱：以兵代士。薪俸不增加，但執行下士士官職務，但因中華民國國軍義務役及志願役並沒有設立該階級，故升遷、停年、除役年限、戰場晉陞等，在法律上沒有特別規定。。

## 法國外籍兵團
法國外籍兵團上兵伍長稱（Caporal-chef）屬士兵階級，但可管理部隊，而士官階級需另外再簽約往上晉升。（簡介）

## 皇家香港警察
皇家香港警察職級乃參考自英國警銜，高級警員為准下士（上等兵）職級。於1950年代初，高級警員曾經稱為初級警佐（Lance Corporal）；於1950年代中，改為現稱高級警員（Senior Police Constable）。

## 舊日本軍隊
舊日本軍隊設有一個名為兵長的軍銜，軍階高於上兵、低於下士，與准下士地位雷同，但仍歸於兵卒類而非士官類。